# Banjul
Banjul (prije Bathurst, službeno City of Banjul)  glavni je grad i najveća luka Gambije. Prema popisu iz 2003. godine ima 35.061 stanovnika, dok šire urbano područje ima 357.796 stanovnika. Leži na otoku Saint Mary's (ili otok Banjul) u ušću rijeke Gambije u Atlantski ocean. Otok je povezan trajektima i mostovima s ostatkom države.

## Povijest
Godine 1816. Britanci osnivaju Banjul kao trgovačko mjesto i bazu za suzbijanje trgovine robljem. Britanci su preimenovali otok Banjul u Saint Mary's, a grad je nosio ime Bathurst po tajniku britanskog Kolonijalnog ureda Henryju Bathurstu, ali je ime promijenjeno u Banjul 1973.
Dana 22. srpnja 1994. Banjul je bio poprištem vojnog udara u kojem je predsjednik Dawda Jawara srušen te je vlast preuzeo sadašnji predsjednik Yahya Jammeh. U spomen tog događaja, sagrađen je slavoluk Arch 22 kao ulazni portal u glavni grad. Vrata su visoka 35 metara i nalaze se u središtu trga. U njima se nalazi muzej tekstila.
Gradske znamenitosti uključuju Gambijski nacionalni muzej, tržnicu Albert, Muzej afričke baštine, predsjedničku palaču, zgradu suda, dvije katedrale i nekoliko velikih džamija.

## Gospodarstvo
Banjul je gospodarsko i administrativno središte zemlje. Sjedište središnje banke Gambije nalazi se ovdje. Industrija je skromna, uglavnom prerađuje kikiriki i palmino ulje, a postoje i manje prehrambene, kao i tekstilne industrije. Banjul je također i glavna pomorska luka države, dok se i međunarodna zračna luka nalazi u blizini.

## Gradovi prijatelji
- Oostende (Belgija)[5]
- Grimsby (UK)
- Newark, New Jersey (SAD)
- Taipei (Tajvan) - od 1997.

## Vanjske poveznice
|  | Zajednički poslužitelj ima još gradiva o temi Banjul |